# Next Generation ATP Finals 2021
Next Generation ATP Finals 2021 představoval jeden ze dvou závěrečných tenisových turnajů mužské profesionální sezóny 2021 pro osm nejvýše postavených mužů do 21 let ve dvouhře žebříčku ATP (ATP Race to Milan). Druhou závěrečnou událostí se stal navazující Turnaj mistrů hraný v Turíně. V roce 2020 se turnaj nekonal pro koronavirovou pandemii.
Exhibiční turnaj se odehrával ve dnech 9. až 13. listopadu 2021 v italském Miláně. Dějištěm konání se podruhé stala víceúčelová aréna Allianz Cloud. Instalován byl dvorec s tvrdým povrchem. Celková dotace i prize money činily 1 300 000 amerických dolarů. Hráči neobdrželi žádné body do žebříčku ATP. Formát kopíroval Turnaj mistrů, s dvěma čtyřčlennými skupinami, z nichž první dva postoupili do semifinále. Vítězové semifinálových duelů se střetli o titul ve finále.
Vítězem se stal nejvýše nasazený a nejmladší účastník dvouhry Carlos Alcaraz. V 18 letech se stal prvním španělským šampionem turnaje. Nováček okruhu z roku 2020 zakončil probíhající sezónu na 32. místě.

## Upravená pravidla
Turnaj se odehrával ve formátu rychlého tenisu Fast4, se sety na čtyři gamy, bez výhod v jejich průběhu a s pokračováním výměny po doteku míče na podání. K výhře bylo potřeba tří vítězných sad. Časomíra na dvorci zajistila rozehrání výměny podáním do 25 sekund od zahlášení stavu rozhodčím. Soupeři měli povolenou maximálně jednu zdravotní přestávku na zápas a koučování přes náhlavní soupravu (headset). Publikum se smělo při zápase pohybovat, vyjma prostoru kolem základních čar. Hlášení autů probíhalo elektronickým systémem jestřábího oka, s možností hráčovy výzvy a kontroly na obrazovce při zahlášení přešlapu nohou na servisu.
Mezi inovace pravidel patřilo zkrácení předzápasové rozehry ze čtyř na jednu minutu, omezení odchodu do šaten na toaletu na tři minuty a další dvě minuty na převlečení.

## Finanční odměny
| Finanční odměny                                                                         | Finanční odměny |
| Fáze                                                                                    | dvouhra         |
| --------------------------------------------------------------------------------------- | --------------- |
| neporažený vítěz                                                                        | 400 000 $       |
| vítěz finále                                                                            | 142 000 $       |
| vítěz semifinále                                                                        | 109 000 $       |
| za výhru ve skupině                                                                     | 23 000 $        |
| startovné                                                                               | 80 000 $        |
| náhradník                                                                               | 12 000 $        |
| částky jsou uváděny v amerických dolarech ($) rozpočet a prize money činily 1 300 000 $ |                 |

## Kvalifikační kritéria
Osm tenistů ve věku do 21 let získalo pozvání na základě nejvyššího postavení v singlovém žebříčku ATP, počítaném od ledna daného roku – ATP Race to Milan. Věkově způsobilými tak byli hráči narození v roce 2000 a později.
Nejmladším účastníkem se stal 18letý Španěl Carlos Alcaraz o šest dní mladší než Dán Holger Rune.

## Kvalifikovaní hráči
První čtyři tenisté Jannik Sinner, Félix Auger-Aliassime, Sebastian Korda a Carlos Alcaraz se kvalifikovali 14. září 2021. Pátý v pořadí Jenson Brooksby získal jistotu 22. října a o dva dny později splnil kritéria Lorenzo Musetti. Američan Brandon Nakashima se 30. října stal sedmým účastníkem. Po odhlášení Augera-Aliassima doplnil 1. listopadu startovní listinu Argentinec Juan Manuel Cerúndolo, jakožto vůbec první startující z Jižní Ameriky od založení turnaje. Kvůli zranění následující den odstoupil Brooksby a jistotu účasti měl další zástupce argentinského tenisu Sebastián Báez. Po odhlášení obhájce trofeje Sinnera, jenž jako náhradník zasáhl do Turnaje mistrů, získal 4. listopadu účastnické místo Holger Rune. Osmičku tenistů pak o den později doplnil Hugo Gaston.

### Žebříček
| Konečný žebříček ATP Race to Milan (1. listopadu 2021) | Konečný žebříček ATP Race to Milan (1. listopadu 2021) | Konečný žebříček ATP Race to Milan (1. listopadu 2021) | Konečný žebříček ATP Race to Milan (1. listopadu 2021) | Konečný žebříček ATP Race to Milan (1. listopadu 2021) | Konečný žebříček ATP Race to Milan (1. listopadu 2021) | Konečný žebříček ATP Race to Milan (1. listopadu 2021) |
| Poř.                                                   | ATP                                                    | tenista                                                | body                                                   | narozen                                                | kvalifikován                                           | kvalifikován                                           |
| ------------------------------------------------------ | ------------------------------------------------------ | ------------------------------------------------------ | ------------------------------------------------------ | ------------------------------------------------------ | ------------------------------------------------------ | ------------------------------------------------------ |
| —                                                      | 10.                                                    | Jannik Sinner (ITA)                                    | 3 015                                                  | 2001                                                   | 14. září                                               | [ 5 ]                                                  |
| —                                                      | 11.                                                    | Félix Auger-Aliassime (CAN)                            | 2 420                                                  | 2000                                                   | 14. září                                               | [ 5 ]                                                  |
| 1.                                                     | 32.                                                    | Carlos Alcaraz (ESP)                                   | 1 454                                                  | 2003                                                   | 14. září                                               | [ 5 ]                                                  |
| 2.                                                     | 39.                                                    | Sebastian Korda (USA)                                  | 1 195                                                  | 2000                                                   | 14. září                                               | [ 5 ]                                                  |
| —                                                      | 56.                                                    | Jenson Brooksby (USA)                                  | 1 004                                                  | 2000                                                   | 22. října                                              | [ 6 ]                                                  |
| 3.                                                     | 58.                                                    | Lorenzo Musetti (ITA)                                  | 906                                                    | 2002                                                   | 24. října                                              | [ 7 ]                                                  |
| 4.                                                     | 63.                                                    | Brandon Nakashima (USA)                                | 833                                                    | 2001                                                   | 30. října                                              | [ 8 ]                                                  |
| 5.                                                     | 91.                                                    | Juan Manuel Cerúndolo (ARG)                            | 765                                                    | 2001                                                   | 1. listopadu                                           | [ 9 ]                                                  |
| 6.                                                     | 111.                                                   | Sebastián Báez (ARG)                                   | 656                                                    | 2000                                                   | 2. listopadu                                           | [ 10 ]                                                 |
| 7.                                                     | 109.                                                   | Holger Rune (DEN)                                      | 639                                                    | 2003                                                   | 4. listopadu                                           | [ 11 ]                                                 |
| 8.                                                     | 67.                                                    | Hugo Gaston (FRA)                                      | 592                                                    | 2000                                                   | 5. listopadu                                           | [ 12 ]                                                 |
| Náhradníci                                             |                                                        |                                                        |                                                        |                                                        |                                                        |                                                        |
| 9.                                                     | 164.                                                   | Jiří Lehečka (CZE)                                     | 405                                                    | 2001                                                   |                                                        |                                                        |
| 10.                                                    | 129.                                                   | Tomáš Macháč (CZE)                                     | 314                                                    | 2000                                                   |                                                        |                                                        |
| 11.                                                    | 221.                                                   | Flavio Cobolli (ITA)                                   | 295                                                    | 2002                                                   |                                                        |                                                        |
| skupina A skupina B náhradník odhlášen                 |                                                        |                                                        |                                                        |                                                        |                                                        |                                                        |

## Přehled finále

### Mužská dvouhra
- Carlos Alcaraz vs.  Sebastian Korda, 4–3(7–5), 4–2, 4–2